# Praça Seca
Praça Seca é um bairro da Zona Oeste do município do Rio de Janeiro. Tem como principal via, a Rua Cândido Benício, importante ligação entre Madureira e os demais bairros de Jacarepaguá.
Faz limite com os bairros de Vila Valqueire, Campinho, Cascadura, Quintino Bocaiúva e Tanque.
Seu IDH, no ano 2000, era de 0,845, o 57º melhor do município do Rio de Janeiro.
O clima de Jacarepaguá é variado: no litoral, é fresco e úmido, em razão da proximidade do mar e dos pântanos (atualmente quase inexistentes); na parte central, que é cercada de montanhas, o clima é quente e seco; na região da Praça Seca (Vale do Marangá), é quente, muito semelhante ao clima do restante da zona Oeste.

## História
A Praça Seca originalmente se chamava Largo do Visconde de Asseca. O nome referia-se ao 4º Visconde de Asseca (1698-1777), antigo proprietário das terras, que promoveu a urbanização daquela área.
Ainda no século XVI, os irmãos Martim e Gonçalo Correia de Sá, filhos do governador-geral Salvador Correia de Sá tomaram posse de uma vasta sesmaria concedida por seu pai. Parte dessas terras permaneceu nas mãos da família por muitas gerações. No século XVIII, o 4º Visconde de Asseca (Martim Correia de Sá e Benevides Velasco), descendente do primeiro Martim, doou à comunidade uma área para a criação de um jardim. O local ganhou o nome de Largo do Visconde de Asseca, depois Largo d'Asseca, sendo por fim transformado, no linguajar iletrado e rude do povo, em Praça Seca. 
Durante todo o século XX, desde a década de 30 até a de 80, a região da Praça Seca recebeu inúmeras famílias de imigrantes portugueses que ali se instalaram e desenvolveram o local.
Considerada o marco inicial do desenvolvimento da região de Jacarepaguá, o bairro abrigava os principais cinemas da região : O Cine Baroneza e o Cine Ipiranga. No fim da década de 1990 e início da década de 2000, o bairro começou a sofrer com a favelização nas imediações e a saída de famílias tradicionais para a Barra da Tijuca e para a zona sul da cidade do Rio de Janeiro. Durante os Jogos Olímpicos e Paraolímpicos de 2016, tornou-se um celeiro de investimentos como a construção de novos condomínios e do BRT Transcarioca.

## Dados do bairro

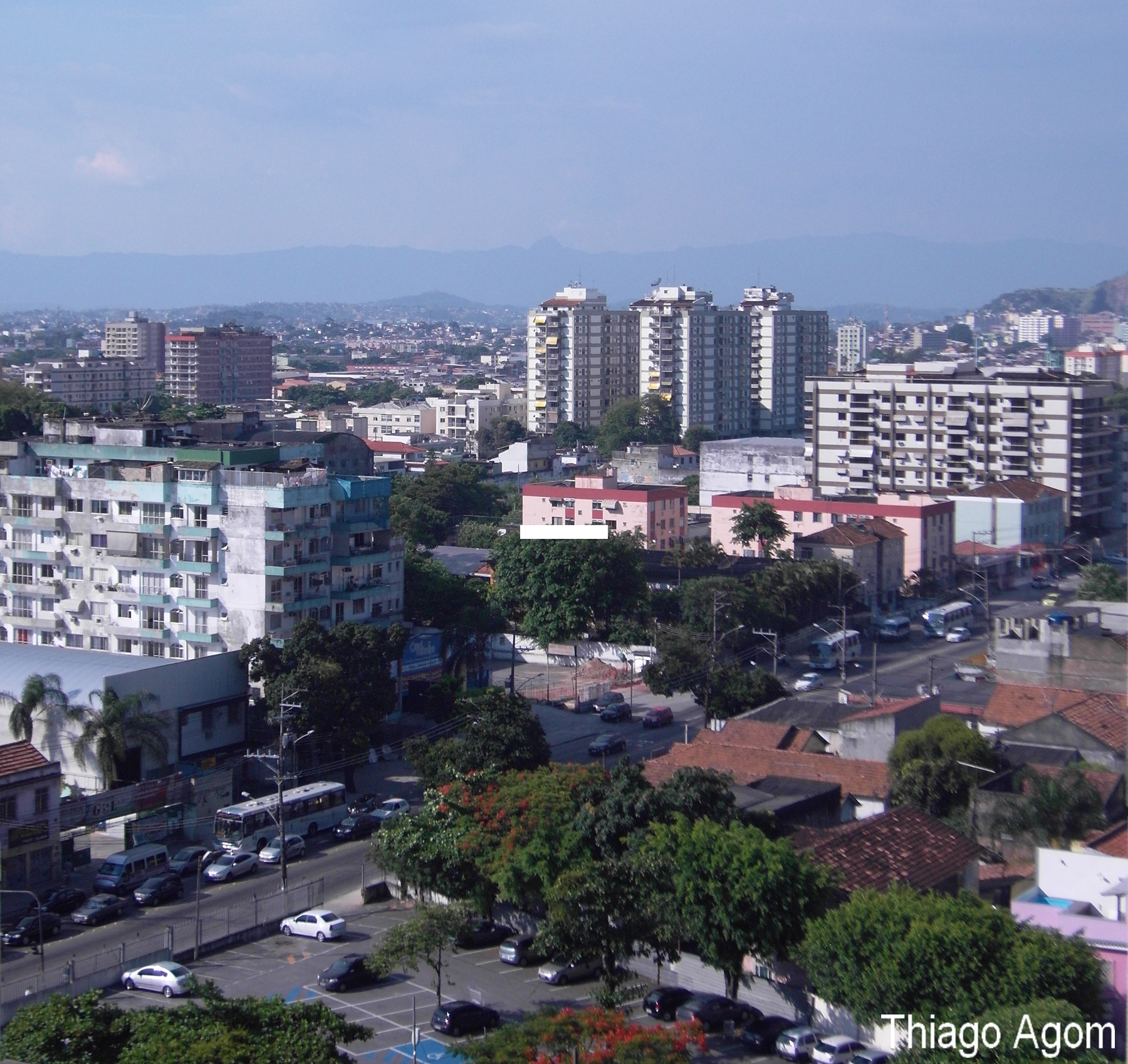
Vista de parte da Rua Cândido Benício com o bairro do Campinho ao fundo

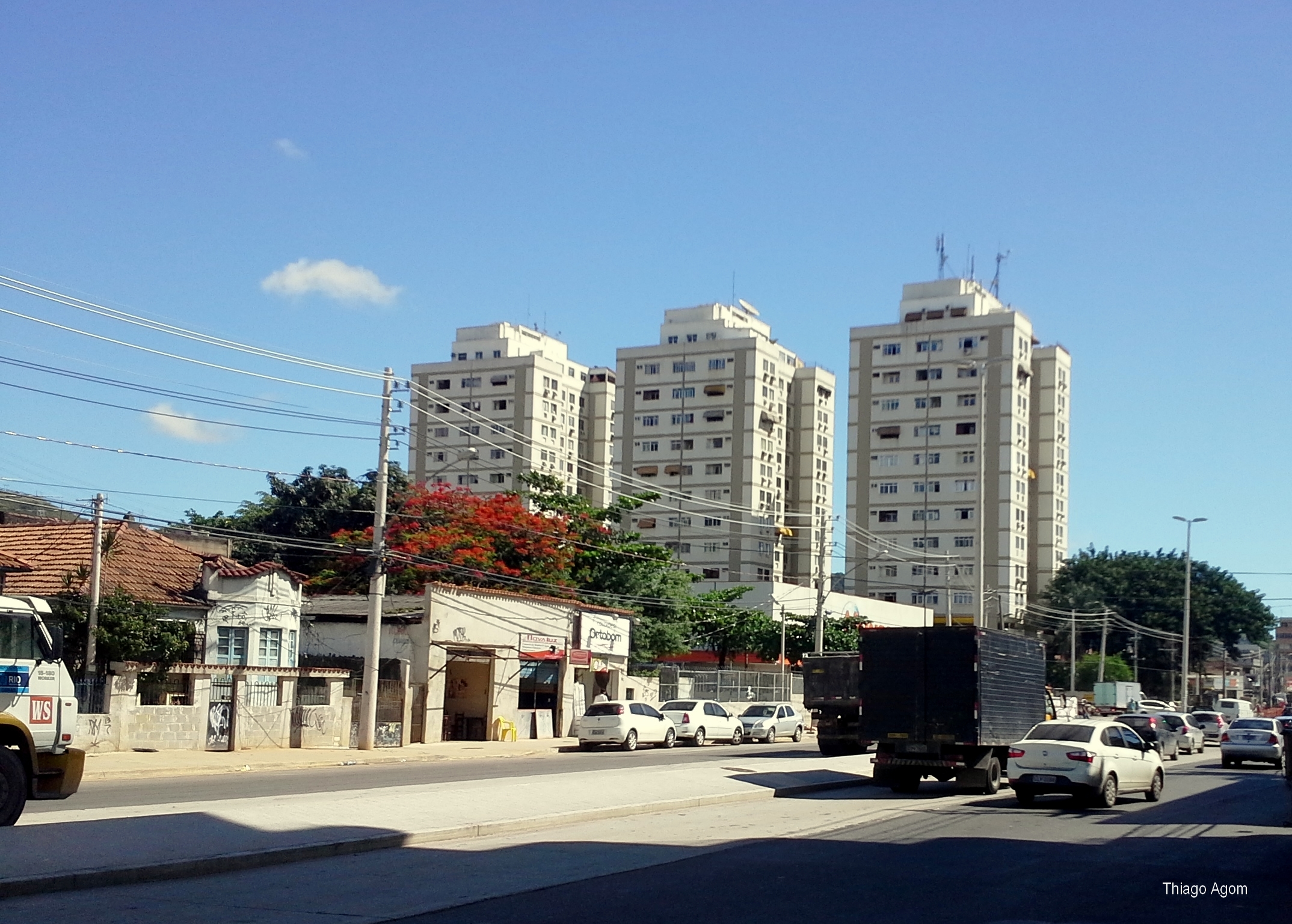
Rua Cândido Benício

Faz parte da região administrativa de Jacarepaguá, cuja sede fica no bairro. Além da Rua Cândido Benício, outras ruas importantes no bairro são : Florianópolis, Pedro Telles, Maricá, Marangá, Barão e Baronesa. O BRT Transcarioca passa pela Rua Cândido Benício cortando todo bairro, as estações são: Pinto Telles, Capitão Menezes, Praça Seca e IPASE.

## IPASE da Praça Seca
IPASE da Praça Seca, também chamado de IPASE de Jacarepaguá ou ainda IPASE do Mato Alto, fica no bairro da Praça Seca, na cidade do Rio de Janeiro.
A comunidade foi criada a partir de um conjunto habitacional, o Conjunto Habitacional Juscelino Kubtscheck, ou simplesmente IPASE, como é popularmente conhecido, e com ele se confunde. Seu nome é uma referência ao antigo Instituto de Pensões e Assistência aos Servidores do Estado, que construiu o conjunto com verbas federais. A controvérsia quanto ao bairro ao qual a comunidade pertence deve-se ao fato de o Mato Alto não ser oficializado pela prefeitura, ou seja, faz parte oficialmente da Praça Seca.
A divisa convencionalmente estabelecida entre ambos varia, no lado sul, entre o trecho após Hotel Barão, na Rua Cândido Benício, e o trecho após o próprio IPASE, na mesma rua. A leste, a divisa entre Praça Seca e Mato Alto seria justamente a área atrás do IPASE, onde fica a comunidade Fazenda Mato Alto. Na pracinha do IPASE, se instalam à noite diversos vendedores de lanche.
No IPASE, também está situada a quadra da escola de samba Império da Praça Seca, próximo à divisa com a Fazenda Mato Alto.
No final da década de 1930, o terreno onde o IPASE se situa pertencia ao jornalista da extinta A Noite, Geraldo Rocha, sendo comprado pelo Instituto de Pensões e Assistência aos Servidores do Estado em dezembro de 1943. Em 1956, no governo de Juscelino Kubitschek, as obras do conjunto finalmente tiveram início, com a instalação dos primeiros moradores dois anos depois.
Em 1962, houve uma grande invasão aos apartamentos vazios, quando muitas famílias completaram a ocupação do conjunto.